# Прощавай, Головін (фільм)
«Прощавай, Головін» — канадський короткометражний драматичний фільм режисера Матьє Грімара, випущений у 2019 році.
Фільм входить до альманаху українських короткометражних фільмів «Українська Нова Хвиля. Перезавантаження».

## Сюжет
У фільмі Олександр Рудинський грає Яна Головіна, молодого хлопця в Україні, який розмірковує, чи не емігрувати в нову країну, щоб спробувати краще життя після смерті батька.

## Прем'єра
Прем'єра фільму відбулася на Міжнародному кінофестивалі Abitibi-Témiscamingue 2019, де він отримав почесну відзнаку від журі Prix SPIRA. Згодом його показали на Берлінському кінофестивалі 2020 року, де він отримав почесну відзнаку від журі в номінації Generation 14plus, а також на фестивалі Plein(s) écran(s) 2021 року, де він отримав гран-прі.

## Відзнаки
Він був номінований на премію Canadian Screen Award за найкращий короткометражний фільм у прямому ефірі на 9-й церемонії вручення премії Canadian Screen Awards і номінацію на Prix Iris за найкращий короткометражний фільм на 22B Quebec Cinema Awards у 2021 році
У 2020 році виграв у номінації «Найкращий український короткометражний фільм» на Одеському міжнародному кінофестивалі в Україні.